# Andra slaget vid Uji

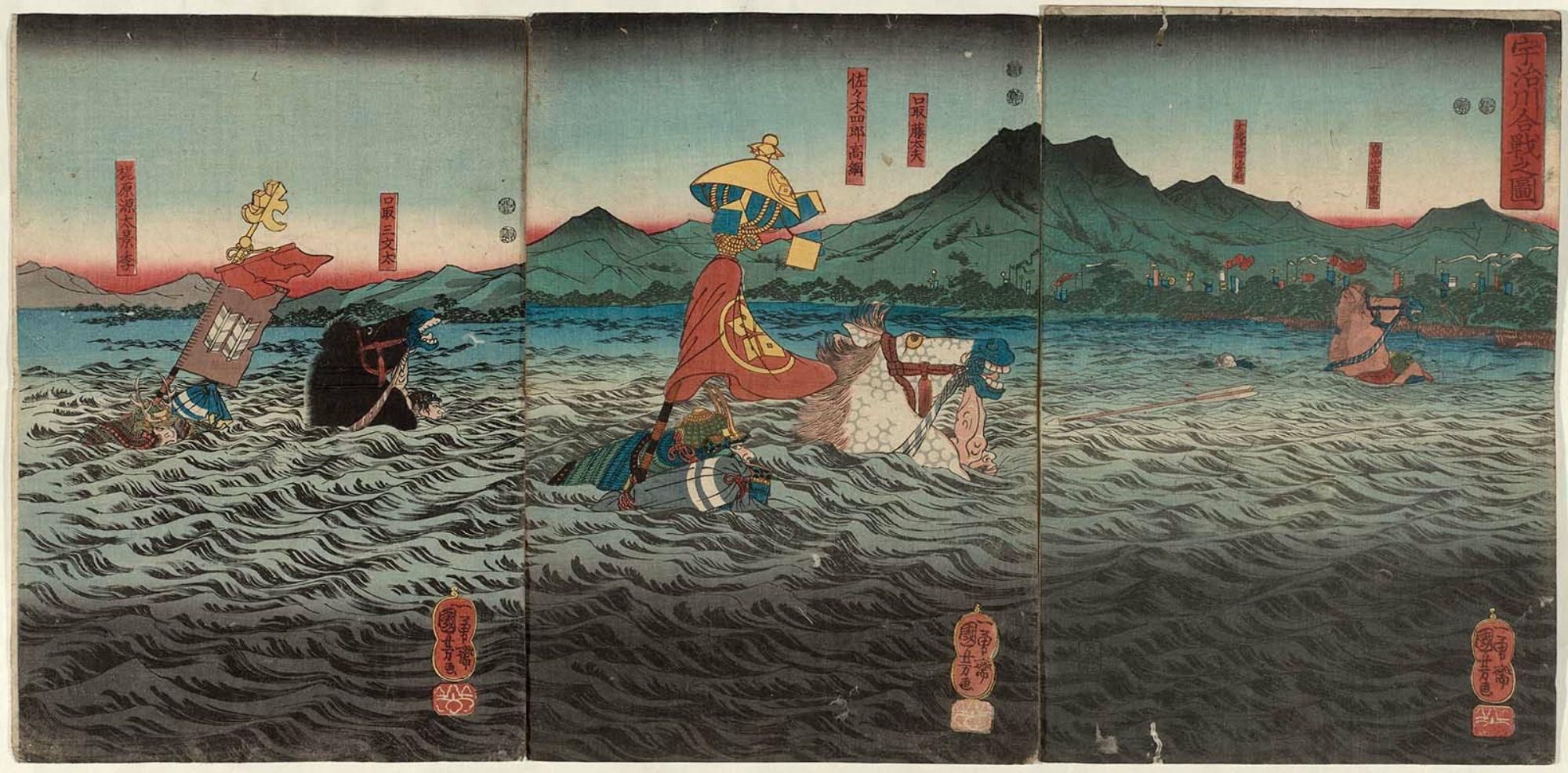
Kajiwara Kagesue, Sasaki Takatsuna och Hatakeyama Shigetada skyndar sig över Uji-floden före det andra slaget om Uji. Avbildning av 1800-talskonstnären Utagawa Kuniyoshi.

Det andra slaget vid Uji 1184 var ett av slagen under Genpei-kriget, det japanska inbördeskriget 1180 – 1185.
Minamoto no Yoshinaka försökte ta makten över sina kusiner Minamoto no Yoritomo och Minamoto no Yoshitsune, för att ta makten över Minamoto-klanen. 
Som led i detta inringade han Kyoto, brände ner Hōjūji-palatset, kidnappade kejsaren, Go-Shirakawa, och utnämnde sig själv till shogun.
Snart blev han emellertid upphunnen av sina rivaliserande kusiner, som förföljde honom över bron vid Uji. Det var nyårsdagen 1184 och Yoshinaka förstörde bron för att hindra förföljarna. Det blev en upprepning av broförstörelsen fyra år tidigare, vid första slaget vid Uji, men med omvända roller.
Precis som Taira hade gjort den gången, valde Minamoto no Yoshitsune att leda sina ryttare over floden och besegrade sedan Yoshinaka och fördrev honom från staden. 